# Unbreakable (2019)
Unbreakable (2019) – gala wrestlingu, zorganizowana przez amerykańską federację Impact Wrestling, która była transmitowana za pomocą platformy Impact Plus. Odbyła się 2 sierpnia 2019 w Esports Arena w Santa Ana. Była to druga gala z cyklu Unbreakable.
Karta walk składała się z dziewięciu pojedynków, w tym trzech o tytuły mistrzowskie, a samo wydarzenie poprzedził Preshow match. W walce wieczoru Sami Callihan pokonała Tessę Blanchard w finale zawodów Mashup Tournament, otrzymując szansę zmierzenia się z Brianem Cage’em o Impact World Championship na Bound for Glory. W innych pojedynkach The North (Ethan Page i Josh Alexander) obronili Impact World Tag Team Championship po zwycięstwie nad Reno Scum (Adam Thornstowe i Luster the Legend) oraz Richem Swannem i Williem Mackiem, Jake Crist utrzymał Impact X Division Championship, zwyciężając Ace’a Austina, Adriana Questa, Danny’ego Limelighta i Treya w Five Way matchu, ponadto Jessicka Havok wygrała z Impact Knockouts Championką Tayą Valkyrie w wyniku wyliczenia rywalki.

## Wyniki walk
Zestawienie zostało oparte na źródłach:
| Nr                                                                   | Wyniki | Stypulacje                                                             | Czas  |
| -------------------------------------------------------------------- | --- | ---------------------------------------------------------------------- | ----- |
| 1P                                                                   | Fidel Bravo pokonał El Mariachi Loco | Singles match                                                          | bd.   |
| 2                                                                    | PPRay (Peter Avalon i Ray Rosas) pokonali Chrisa Beya i Wattsa                                                                           | Tag Team match                                                         | 7:35  |
| 3                                                                    | Jake Crist (c) pokonał Ace’a Austina, Adriana Questa, Danny’ego Limelighta i Treya                                                       | Five Way match o Impact X Division Championship                        | 9:55  |
| 4                                                                    | Madison Rayne pokonała Ayokę Muharę | Singles match                                                          | 5:10  |
| 5                                                                    | Michael Elgin pokonał Eddiego Edwardsa                                                                                                   | Singles match                                                          | 16:55 |
| 6                                                                    | Jordynne Grace, Petey Williams i Scott Steiner pokonali Dicky’ego Mayera, Gentlemana Jervisa i Ryana Taylora                             | Six Person Tag Team match                                              | 11:25 |
| 7                                                                    | Havok pokonała Tayę Valkyrie (c) (z Johnem E. Bravo) przez wyliczenie                                                                    | Singles match o Impact Knockouts World Championship                    | 8:55  |
| 8                                                                    | Rhino pokonał Moose’a | Singles match                                                          | 10:55 |
| 9                                                                    | The North (Ethan Page i Josh Alexander) (c) pokonali Reno Scum (Adam Thornstowe i Luster the Legend) oraz Richa Swannna i Williego Macka | Three Way Tag Team match o Impact World Tag Team Championship          | 12:15 |
| 10                                                                   | Sami Callihan pokonał Tessę Blanchard | Singles match o miano pretendenta do walki o Impact World Championship | 17:50 |
| (c) – mistrz/mistrzyni przed walkąP – walka miała miejsce w pre-show | |                                                                        |       |